# Steel Attack
Steel Attack är ett svenskt power metalband bildat 1997 i Sala, Västmanlands län.
Steel Attack spelade in sin första demo 1998 och skickade runt denna till olika skivbolag i Europa. Musikgruppen skrev kontrakt med AFM Records i juni 1998 och debutalbumet Where Mankind Fails spelades in i Studio Underground, producerat av Steel Attack och Pelle Saether, och släpptes 1999. Gruppen var förband till band som Edguy och spelade på metalfestivaler som Sweden Rock och Wacken Open Air i Tyskland.
Det andra albumet Fall into Madness spelades också in i Studio Underground, även detta producerat av Steel Attack och Pelle Saether. Skivan spelades in under maj 2000, men släpptes inte förrän juni 2001. Efter det andra albumet var släppt turnerade gruppen i USA, en åtta dagar lång turné, inklusive ett framträdande på Metal Meltdown Festival i New Jersey.
Gruppen skrev på ett nytt kontrakt, denna gång för Arise Metal som skulle släppa deras tredje album, Predator of the Empire, 2002. Albumet släpptes i maj 2003. Det fjärde albumet, Enslaved, spelades in i en annan studio, Black Lounge Studio, ägs av Jonas Kjellgren (tidigare medlem i Carnal Forge, nu i Centinex och Scar Symmetry). Skivan spelades in mellan 19 april och slutet av maj 2004 och släpptes i oktober samma år. Steel Attack åkte därefter på turné med det tyska bandet Black Abyss och det kanadensiska Exciter.
Steel Attack sa upp sitt kontrakt med Arise Metal, och skrev istället på ett nytt med det tyska Massacre Records. När kontraktet var skrivet började Steel Attack jobba med sitt nästa musikalbum, Diabolic Symphony. Skivan spelades in i Black Lounge-studion och släpptes den 21 april 2006.
År 2008, 22 februari, släpptes deras sjätte album Carpe DiEnd. Tre nya medlemmar var med på skivan (Simon, Peter, Johan). Trummorna till skivan spelades in i King Diamond-gitarristen Andy LaRoques Sonic Train Studios, medan resten var inspelat i SolnaSound Studios.
2010 är Steel Attack tillbaka i sin originalsättning från de två första skivorna.

## Medlemmar
Senaste kända medlemmar
- Andreas Vollmer (f.d. Andreas de Vera) – trummor (1997–1999, 2000–2001, 2009–)
- Dennis Vestman – gitarr (1997–2003, 2009–)
- Stefan "Steve Steel" Westerberg – sång, basgitarr (1997–2001, 2009–)
- John Allan Forssén – sologitarr (1998–)

Tidigare medlemmar
- Michael Böhlin – gitarr (1997–1998)
- Roger Raw – trummor (1999–2000)
- Patrick Späth – basgitarr (2001–2003)
- Dick Johnson – sång (2001–2003)
- Mike Stark – trummor (2002–2005)
- Anden Andersson – basgitarr (2003–2007)
- Johan Jalonen Penn – gitarr (2004–2007, 2009)
- Ronny Hemlin – sång (2004–2009)
- Tony Elfving – trummor (2005–2007)
- Johan Löfgren – basgitarr (2007–2009)
- Peter Morén – trummor (2007–2009)
- Simon Johansson – gitarr (2007–2009)

## Diskografi
Demo
- 1998 – Mighty Sword of Steel

Studioalbum
- 1999 – Where Mankind Fails (AFM Records)
- 2001 – Fall into Madness (AFM Records)
- 2003 – Predator of the Empire (Arise Records)
- 2004 – Enslaved (Arise Records)
- 2006 – Diabolic Symphony (Massacre Records)
- 2008 – Carpe DiEnd (Massacre Records)